# Аро (Горњи Пиринеји)
Аро (фр. Arreau) насеље је и општина у јужној Француској у региону Миди Пирене, у департману Горњи Пиринеји која припада префектури Бањер де Бигор.
По подацима из 2011. године у општини је живело 809 становника, а густина насељености је износила 72,75 становника/km². Општина се простире на површини од 11,12 km². Налази се на средњој надморској висини од 730 метара (максималној 1.756 m, а минималној 658 m).

## Демографија
| 1962. | 1968. | 1975. | 1982. | 1990. | 1999. | 2011. |
| ----- | ----- | ----- | ----- | ----- | ----- | ----- |
| 876   | 936   | 913   | 816   | 853   | 823   | 809   |

График промене броја становника у току последњих година